# Robert Bannert

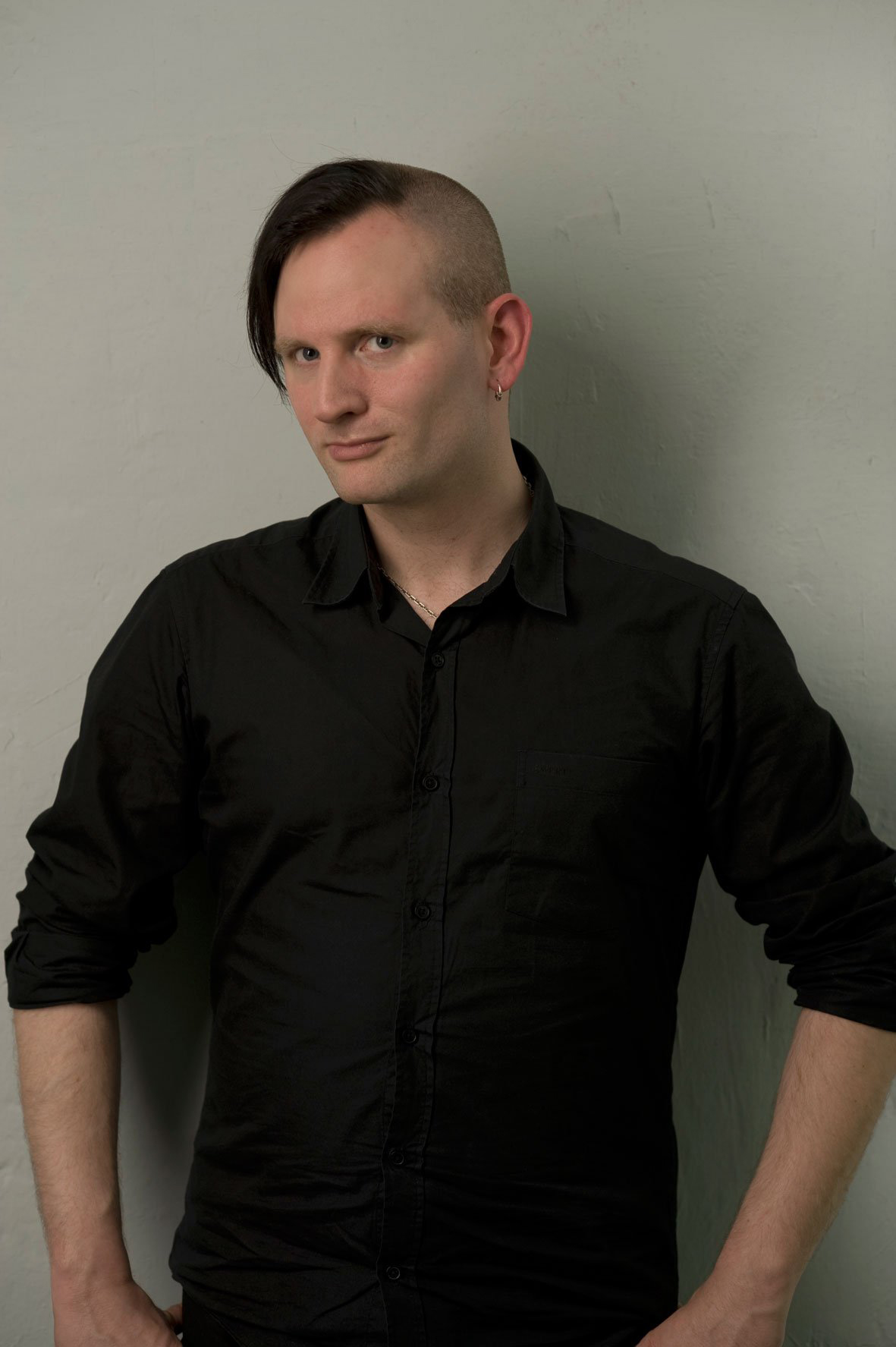
Robert Bannert Ende der 2000er-Jahre bei der Produktion einer Fotostory für seine Computerspielezeitschrift elektrospieler, die damals noch gedruckt erschien.

Robert Bannert (* 2. April 1974 in Bensberg) ist ein deutscher Computerspielejournalist, Grafiker und leitender Autor sowie Herausgeber der Pixelbücher – einer Fachbuch- und Coffee-Table-Book-Reihe über alte Computerspiel- und Videospiel-Systeme.

## Leben
Bannert arbeitete von 1994 bis 1997 als Redakteur und Layouter für die Computerspielezeitschrift M! Games aus dem Cybermedia-Verlag, wo er vor allem Berichte über Computerrollenspiele, Action-Adventures und Jump-’n’-Run-Spiele verfasste. Nach zwei Jahren in der Spieleindustrie (als Product-Manager bei der Hamburger Niederlassung von GT Interactive), in denen er außerdem an mehreren Lösungsbüchern mitarbeitete, kehrte er 1999 in den Computerspielejournalismus zurück, um beim CyPress-Verlag die Chefredaktion des Multiformat-Magazins fun generation zu übernehmen. Wegen kreativer Differenzen mit der Verlagsleitung legte Bannert 2000 die Chefredaktion nieder und kehrte noch im selben Jahr zum Cybermedia-Verlag zurück, um dort das neu gegründete PlayStation-Magazin players zu leiten. 2003 machte er sich selbständig und setzte mit seiner Kreativ-Agentur ratz für den media-Verlag aus Scheidegg das Revival der traditionsreichen Computerspielezeitschrift PC Joker um. Weil sich dieses – u. a. wegen seiner unzureichend ausgestatteten Cover-Disc – nicht gegen die Mitbewerber behaupten konnte und 2004 wieder eingestellt wurde, entschied sich Bannert für den Aufbau einer eigenen Marke: Unter dem Label elektrospieler verfasste, gestaltete und veröffentlichte er über zehn Jahre verschiedene PDF-, Tablet- sowie Print-Produkte über Computer- und Videospiele, darunter interaktive und offizielle Desktop-Magazine zu verschiedenen Spiele-Titeln. Das vor auf allem auf die Kunst hinter den Spielen fokussierte, zunächst dreimonatlich, später eher unregelmäßig veröffentlichte elektrospieler-Print-Magazin war bis 2012 per Kooperation mit dem CSW-Verlag im Bahnhofsbuchhandel erhältlich.
Weil Bannert wegen der Abhängigkeit vom Anzeigenmarkt und zunehmender Schieflage des Zeitschriften-Markts seine kreativen und journalistischen Visionen nicht wie geplant umsetzen konnte, entschied er sich schließlich dazu, stattdessen Bücher über Computer- und Videospiele zu produzieren und zu veröffentlichen. Bis dahin verfasste er Artikel für die verschiedensten Print- sowie Online-Medien, darunter vor allem für das B2B- und Trade-Magazin IGM sowie Golem.de, Gameswelt und andere.
Sein erstes Buch – Das inoffizielle SNES-PIXELBUCH über das 16-Bit-Super-Nintendo – veröffentlichte Bannert zusammen mit seiner damaligen Partnerin Christine Bauer 2019 unter dem Verlags-Label edition elektrospieler. Eine von seinem Co-Autor Thomas Nickel ins Englische übersetzte Version (The Unofficial SNES PIXEL BOOK) erschien Anfang 2020 beim auf Retro-Games spezialisierten Buchverlag Bitmap Books aus England, eine französische Fassung bei Third Editions unter dem Titel L’ART DU PIXEL: SNES. Weitere Bände – Das inoffizielle Mega-Drive-PIXELBUCH und Das inoffizielle GBA-PIXELBUCH – widmen sich der 16-Bit-Konsole Mega Drive bzw. dem Game Boy Advance von Nintendo. Das inoffizielle GBA-PIXELBUCH wurde vom US-Magazin Polygon an die Spitze einer Liste mit den besten Buch-Publikationen zum Thema Videospiele im Jahr 2024 gesetzt.

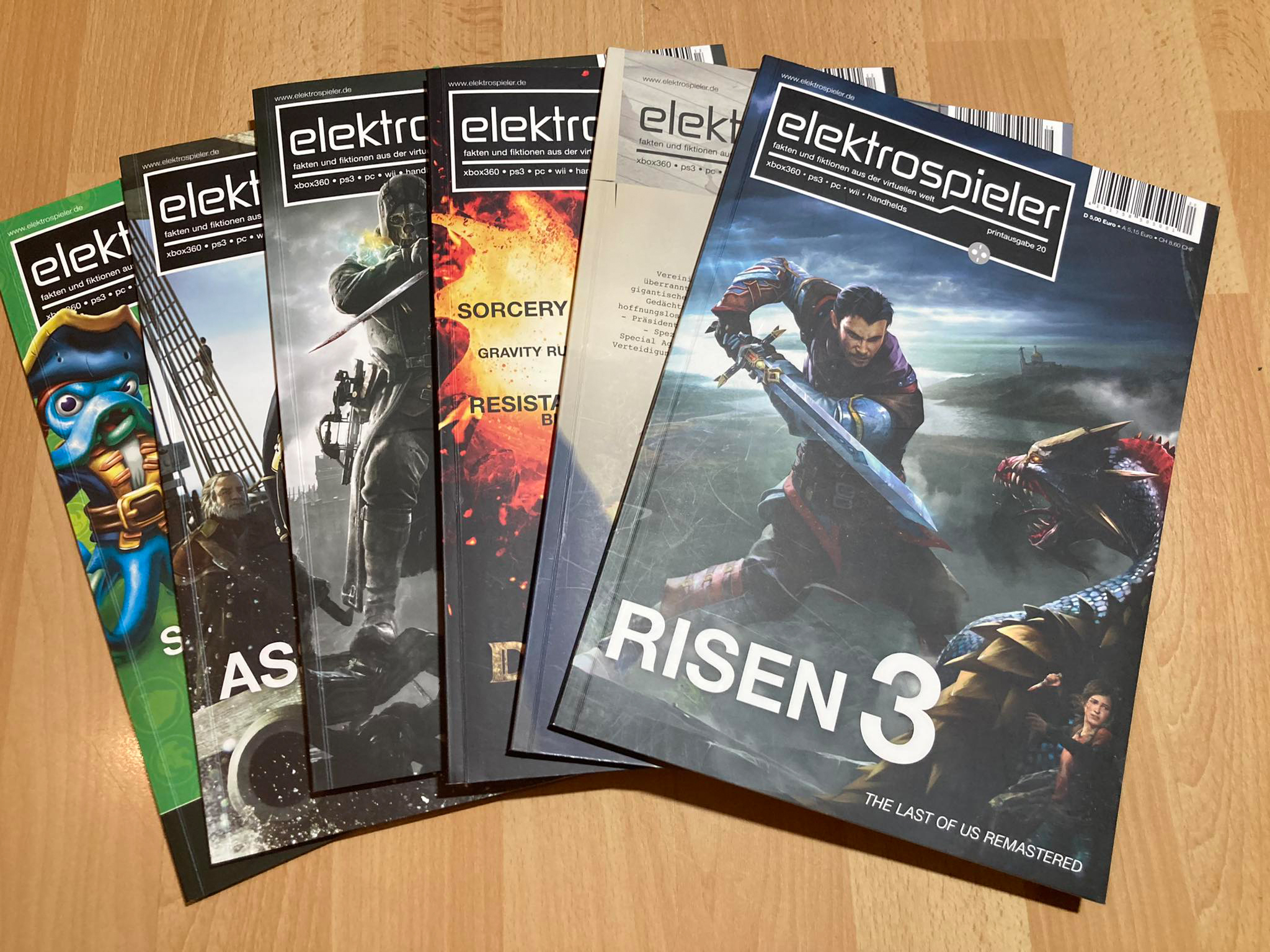
Mehrere Ausgaben des gedruckten elektrospieler

Bannerts Publikationen zeichnen sich durch einen kolumnenartigen, kritisch reflektierten Schreibstil und eine hohe grafische, mitunter wimmelbildartige Detaildichte aus. Bannert ist regelmäßiger Gast beim Games-Podcast Spieleveteranen von Heinrich Lenhardt und Jörg Langer.

## Publikationen (Auswahl)
- Das inoffizielle SNES-PIXELBUCH. edition elektrospieler, Mering 2019, ISBN 978-3-9821061-0-6
- Das inoffizielle MEGA-DRIVE-PIXELBUCH. edition elektrospieler, Mering 2022, ISBN 978-3-9821061-2-0
- Das inoffizielle GBA-PIXELBUCH. edition elektrospieler, Mering 2023, ISBN 978-3-9821061-3-7

### In englischer Sprache
- The unofficial SNES PIXEL BOOK. Bitmap Books, Bath 2020
- The unofficial GBA PIXELBOOK. Bitmap Books, Bath 2024

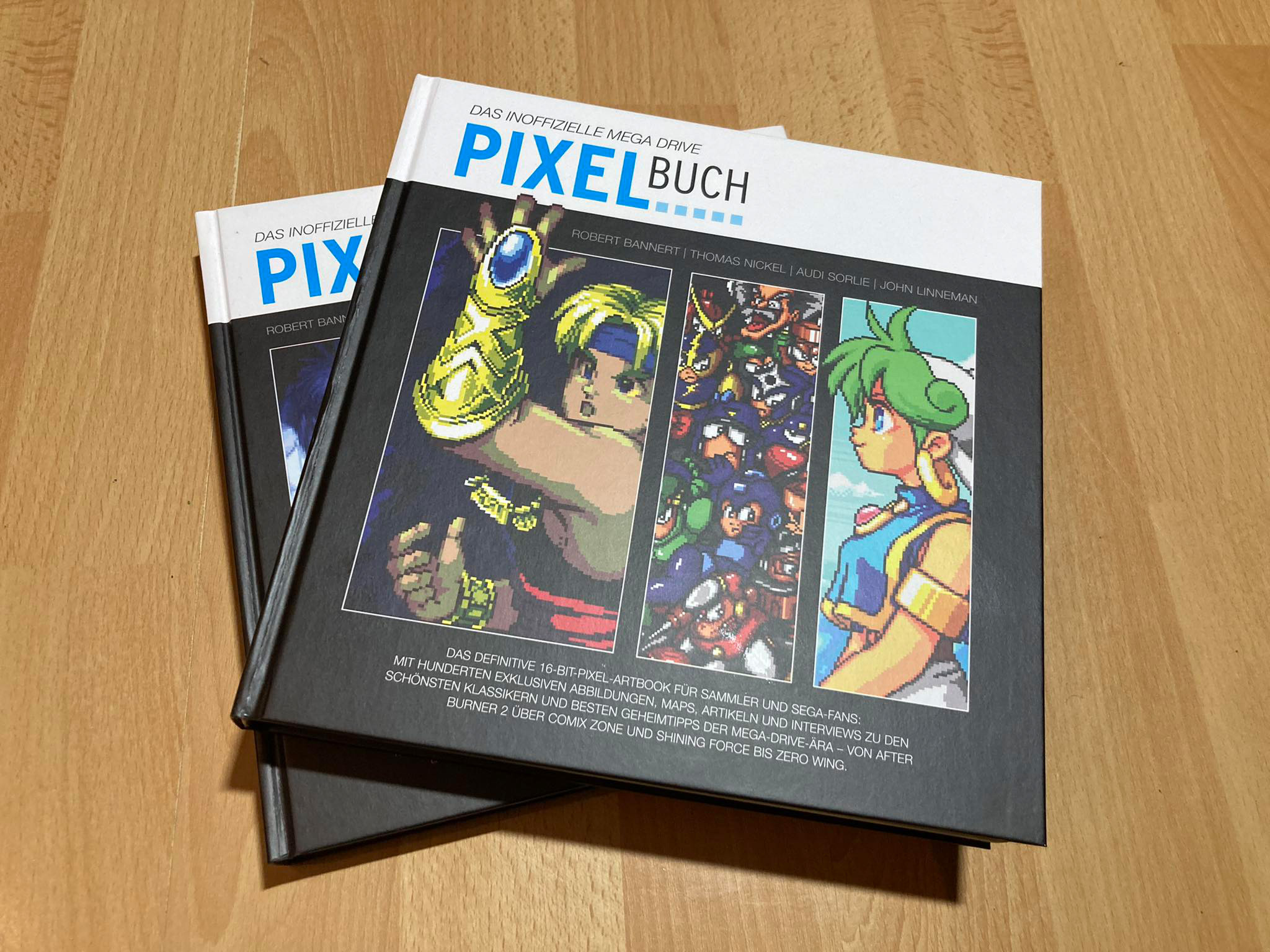
Das „inoffizielle Mega-Drive-Pixelbuch“ und – dahinter – das „inoffizielle SNES-Pixelbuch“ sind beide ausschließlich als Hardcover-Ausgaben erschienen.

### In französischer Sprache
- L’ART DU PIXEL: SNES. Third Editions, Toulouse 2020